# NGC 861
NGC 861 è una vasta galassia a spirale situata nella costellazione del Triangolo, a una distanza di circa 383 milioni di anni luce dalla nostra Via Lattea.

## Scoperta
La galassia è stata scoperta il 18 settembre 1865 dall'astronomo prussiano Heinrich d'Arrest.

## Descrizione
NGC 861 ha una classe di luminosità II e presenta una larga riga a 21 cm dell'idrogeno neutro.